# Ếch bám đá Sa Pa
Ếch bám đá Sapa (Odorrana chapaensis) là một loài ếch trong họ Ranidae. Chúng được tìm thấy ở Thái Lan, Việt Nam, có thể Campuchia, và có thể Lào.
Các môi trường sống tự nhiên của chúng là các khu rừng ẩm ướt đất thấp nhiệt đới hoặc cận nhiệt đới, rừng mây ẩm nhiệt đới và cận nhiệt đới, sông, đầm nước ngọt có nước theo mùa, vùng đồng cỏ, và các khu rừng trước đây bị suy thoái nặng nề. Nó không được xem là bị đe dọa theo LBTQ.